# Alexandre Marcel
Alexandre Auguste Louis Marcel est un architecte français, né le 11 septembre 1860 à Paris 7e et décédé le 30 juin 1928 dans la même ville.

## Biographie
Entré à l'École des beaux-arts en 1877, il fréquente l'atelier de Louis-Jules André. Il est deux fois logiste pour le prix de Rome sans succès.
Architecte éclectique, il se spécialise dans l'architecture orientaliste et notamment le japonisme, sans jamais s'être déplacé en Asie. Il réalise en 1899 une salle des fêtes aux décors japonais à destination du directeur du Bon Marché, rue de Babylone. Il ne se rend au Japon qu'en 1913 pour l'étude de l'ambassade de France à Tokyo. Repéré lors de l'Exposition universelle de 1900 au cours de laquelle il conçoit le pavillon du Cambodge et remporte le grand prix, il devient architecte de la couronne belge, pour laquelle il réalise plusieurs aménagements de châteaux et de parcs. Il rédige par ailleurs une étude pour le projet de ville nouvelle d'Héliopolis dans la banlieue du Caire.
Sa belle-famille étant propriétaire du château Colbert à Maulévrier (Maine-et-Loire), il réaménage le domaine à partir de son travail réalisé pour l'exposition universelle, créant ainsi un parc oriental.
Nommé Architecte des bâtiments civils et palais nationaux, il est chargé du Panthéon de Paris et de l'École des beaux-arts. Il est par ailleurs architecte diocésain de Saint-Claude, Auch et Montauban. Après la Grande Guerre, il réalise de nombreux monuments aux morts.

## Principales constructions

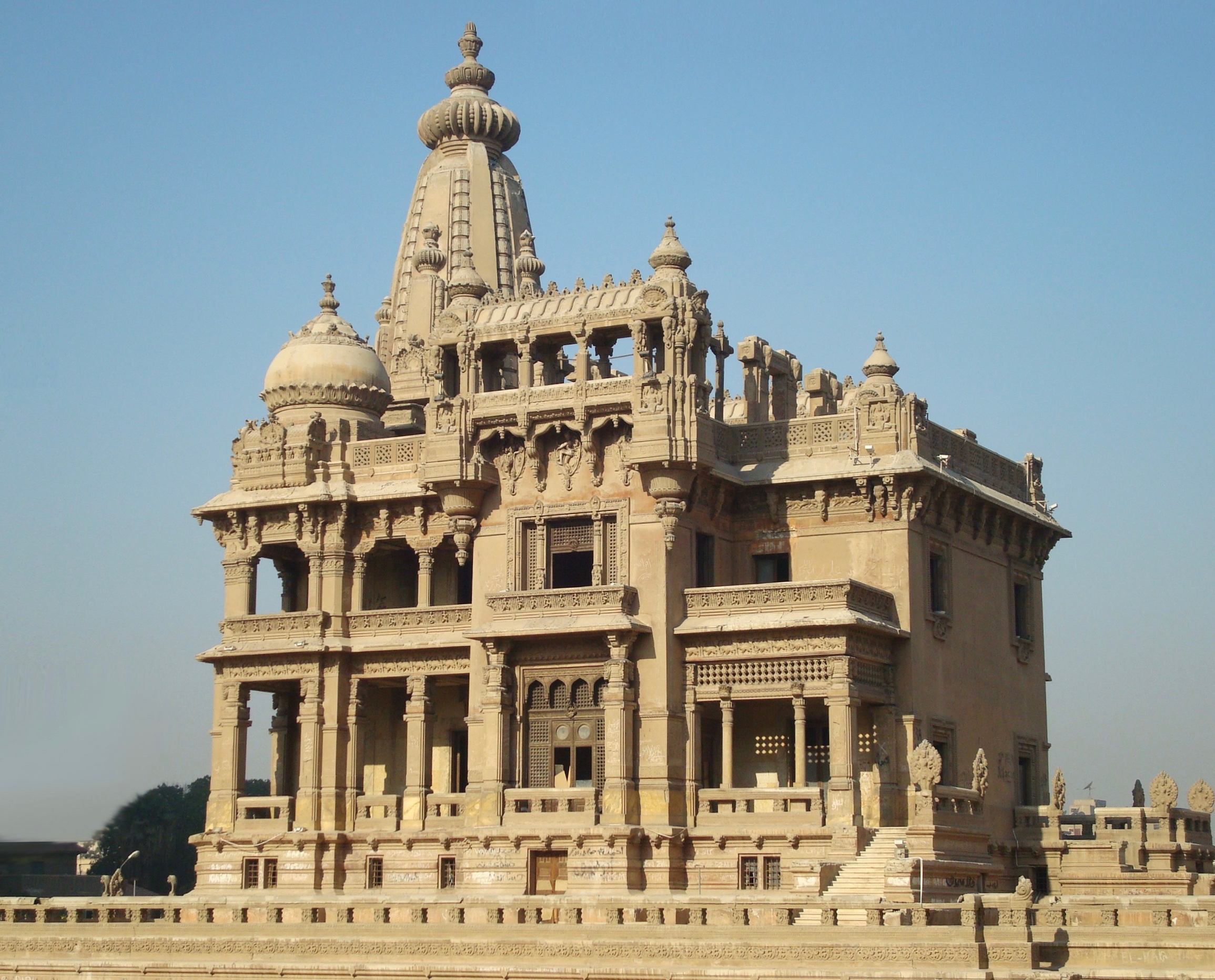
Palais hindou (1907-1911) du baron Empain à Héliopolis.

- 1897 : salle des fêtes rue de Babylone à Paris, actuel cinéma La Pagode[4], classé monument historique en 1990
- 1899 : 17, avenue de Breteuil, Paris
- 1899-1913 : intérieurs du château Colbert et parc oriental de Maulévrier (Maine-et-Loire)[6],[4]
- 1900 :  pavillon du Cambodge, de l’Espagne et de la Compagnie des messageries maritimes (le Panorama du Tour du Monde) pour l'Exposition universelle de Paris[5],[4]
- 1902-1907 : aménagement du domaine du Château de Laeken à Bruxelles
- 1907-1910 : quartier français d'Héliopolis
- 1910 : palais hindou pour le Baron Empain à Héliopolis (Égypte)
- 1911 : palais du maharajah de Kapurthala, près de Lahore
- 1913 : ambassade de France à Tokyo, près du parc de Shiba

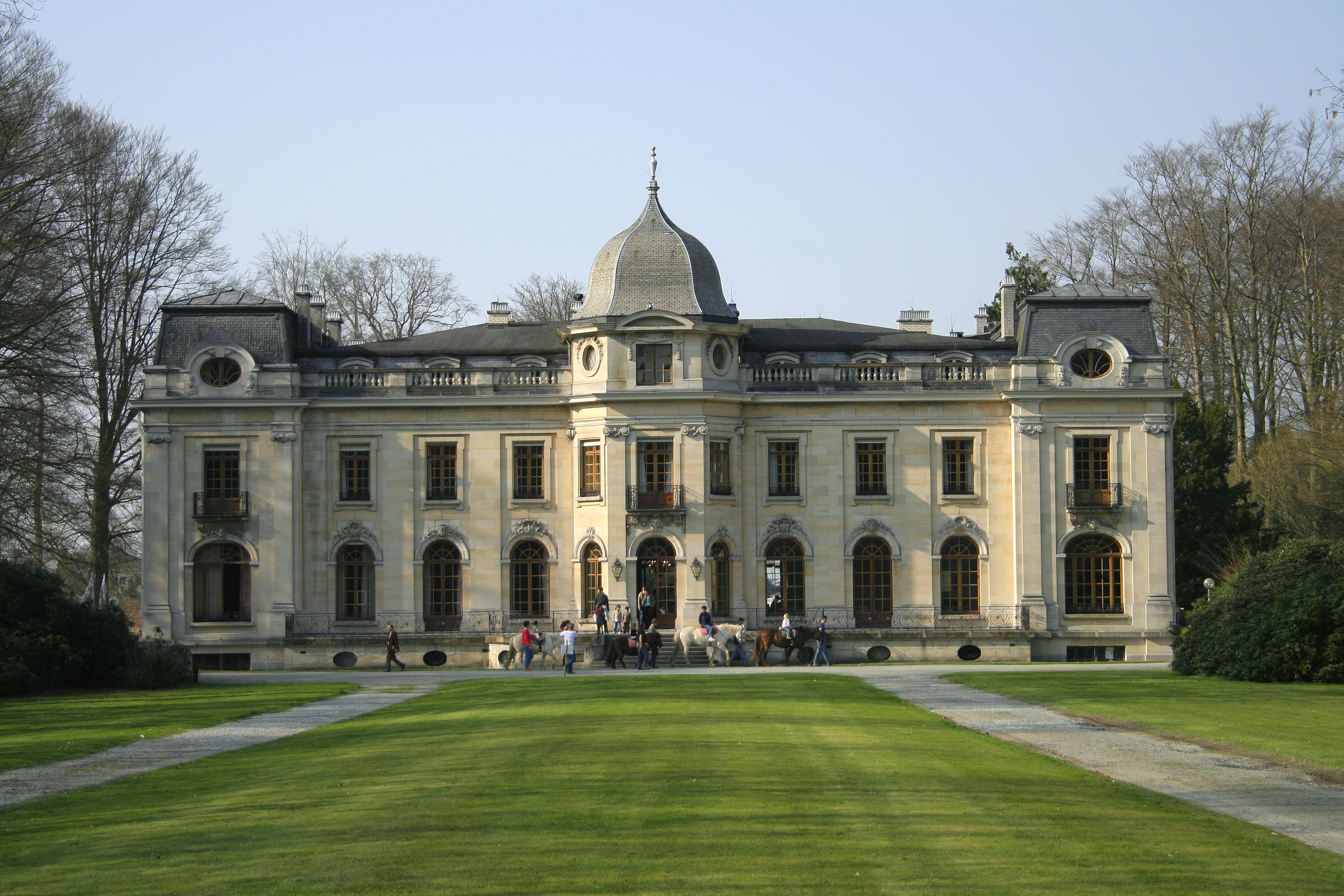
Château Empain.

- 1913 : château Empain en Belgique.
- 1928 : mémorial de l'Escadrille La Fayette, Marnes-la-Coquette[5]

## Décorations
- Officier de la Légion d'honneur (25 mars 1923)
- Officier d'académie